# Tyler Olson
Tyler Ray Olson (né le 2 octobre 1989 à Spokane, Washington, États-Unis) est un lanceur gaucher des Yankees de New York de la Ligue majeure de baseball.

## Carrière
Joueur des Bulldogs de l'université Gonzaga, Tyler Olson est d'abord repêché au 17e tour de sélection par les Athletics d'Oakland en 2012 mais ne signe pas de contrat avec le club. Il rejoint les Mariners de Seattle, qui le sélectionnent au 7e tour en 2013.
Lanceur partant dans les ligues mineures, Olson fait ses débuts dans le baseball majeur comme lanceur de relève pour les Mariners de Seattle le 7 avril 2015 face aux Angels de Los Angeles.
Le 18 décembre 2015, les Mariners échangent Olson aux Dodgers de Los Angeles contre un joueur à être nommé plus tard. Le 12 janvier 2016, les Dodgers échangent Olson et le joueur de champ intérieur Ronald Torreyes aux Yankees de New York contre le joueur de troisième but des ligues mineures Rob Segedin.